# 栗山透
栗山 透（くりやま とおる）は、日本の技術者、工学博士。東芝首席技監、東京工業大学大学院連携教授などを務めた。文部科学大臣表彰科学技術賞等受賞。

## 人物・経歴
1982年東京大学工学部機械工学科卒業。1984年東京大学大学院工学系研究科修士課程修了、東芝入社。1994年東京工業大学博士（工学）。2007年東芝電力・社会システム技術開発センター部長。2014年東芝電力・社会システム技術開発センター技監。2015年東芝電力・社会システム技術開発センター 首席技監。2017年日本機械学会関東支部支部長。2018年東芝エネルギーシステムズエネルギーシステム技術開発センター首席技監。2019年、熱工学技術の発展に貢献した功績が顕著であるとして日本機械学会熱工学部門賞功績賞（技術功績賞）受賞。東京工業大学大学院総合理工学研究科創造エネルギー専攻連携講座エネルギー環境講座超伝導工学分野連携教授等も務めた。

## 受賞
- 超伝導科学技術賞科学技術賞 2002[4]
- 低温工学・超電導学会論文賞 2005[5]
- 電気学会電気学術振興賞進歩賞 2014[6]
- 日本機械学会熱工学部門賞功績賞（技術功績賞） 2019[1]
- 市村産業賞貢献賞 2019[7]
- 文部科学大臣表彰科学技術賞 2020[8]